# گابریل ژسوس
گابریل فرناندو ژسوس (انگلیسی: Gabriel Jesus؛ زادهٔ ۳ آوریل ۱۹۹۷) بازیکن فوتبال اهل برزیل است که در پست مهاجم برای باشگاه فوتبال آرسنال در لیگ برتر انگلستان و تیم ملی فوتبال برزیل بازی می‌کند.
ژسوس کار خود را از باشگاه پالمیراس آغاز کرد. او در سال ۲۰۱۵ جایزه بهترین بازیکن تازه‌وارد به مسابقات را از آن خود کرد، همان سالی که کمک زیادی برای دستیابی تیمش به قهرمانی جام حذفی برزیل کرد. در فصل بعدی عنوان بهترین بازیکن سال لیگ برزیل را همزمان با قهرمانی تیمش پس از ۲۲ سال در مسابقات سری آ برزیل نصیب خود کرد. او در ژانویه ۲۰۱۷ با قراردادی به مبلغ ۳۲ میلیون یورو به تیم فوتبال منچسترسیتی پیوست و در سال ۲۰۱۸ به همراه تیمش موفق به کسب عنوان قهرمانی لیگ جزیره و جام اتحادیه انگلستان شد.
ژسوس در ابتدا فوتبال را به عنوان هافبک میانی آغاز کرد اما در ادامه با الهام گرفتن از رونالدو نازاریو پست خود را به مهاجم تغییر داد.